# Marko Gerbec
Marko Gerbec (tudi Marcus Gerbezius in Marko Grbec) , slovenski zdravnik, znanstveni pisec, humanist in eden od ustanoviteljev  Academie operosorum Labacensis, * 24. oktober 1658, Šentvid pri Stični, † 9. marec 1718, Ljubljana.

## Življenje in delo
Marko Gerbec (latinizirano: Marcus Gerbezius), je po študiju filozofije v Ljubljani je študiral medicino na Dunaju, v Padovi in Bologni, kjer je leta 1684 promoviral ter bil nato zdravnik v Ljubljani in hišni zdravnik samostana v Stični in Bistri. Na podlagi temeljitih kliničnih opazovanj in avtopsij je oblikoval nove razlage o vzrokih in poteku bolezni. Napisal je vrsto znanstvenih del, ki so močno vplivala na razvoj medicine v srednji Evropi. Objavil je prvi (leta 1717) opis Adams–Stokesovega sindroma, ki ga je 44 let po objavi citiral znani italijanski anatom Giovanni Battista Morgagni. Na padovski medicinski fakulteti je v "Dvorani štiridesetih" tudi portret Marka Gerbca.   
V svojih spisih je opozarjal tudi o indikacijah za zdravljenje v Rogaški Slatini in Dolenjskih Toplicah. 
Gerbec je bil leta 1688 na Dunaju sprejet med redne člane Academiae Naturae Curiosorum in leta 1693 s priimkom Intentus eden od ustanoviteljev Academie operosorum Labacensis v Ljubljani, ter v letih 1712-1713 njen predsednik. 
Gerbec je utemeljitelj slovenske znanstvene medicine; Po njem se imenjujejo nagrade za posebne zasluge pri delu na zdravstvenem področju, ki jih podeljuje Slovensko zdravniški društvo.